# Gabriel Ramanantsoa
Gabriel Ramanantsoa (Antananarivo, 13 de abril de 1906 - París, 9 de mayo de 1979), militar malgache de formación francesa, fue presidente de Madagascar entre 1972 y 1975.

## Biografía
Perteneciente a la etnia merina, mayoritaria en la meseta central de Madagascar, nació en el seno de una familia aristocrática de Antananarivo. Se formó en el ejército francés, con el que participó en la Segunda Guerra Mundial y en la Guerra de Indochina.
Tras la proclamación de la independencia de Madagascar, en cuyas negociaciones había participado, se convirtió en el Jefe del Estado Mayor del Ejército, máximo cargo de las nuevas fuerzas armadas. La crisis del gobierno del primer presidente del país Philibert Tsiranana lo llevó al poder en mayo de 1972 al frente de un gobierno militar de transición, que se fijó el objetivo de devolver el poder a un gobierno civil tras un plazo de transición de cinco años. En ese plazo se esperaba poder sacar al país de la profunda crisis política y económica en que se encontraba.
La etapa del gobierno militar de Ramanantsoa se caracterizó por un alejamiento de la influencia de la antigua potencia colonial. Las fuerzas francesas que aún quedaban en la isla abandonaron el país, y Madagascar abandonó el área económica del franco CFA, adoptando su propia moneda, el franco malgache. A pesar de su popularidad, la inestabilidad política le hizo abandonar la presidencia antes de cumplirse los cinco años de mandato, y cedió el puesto a su Ministro del Interior Richard Ratsimandrava, que moriría asesinado seis días después. Ramanantsoa ya no volvería a participar en la política, y moriría enfermo en París el 9 de mayo de 1979. Considerado un héroe nacional en Madagascar, fue enterrado en Antananarivo con los máximos honores del Estado.
| Predecesor: Philibert Tsiranana | Presidente de Madagascar 1972 a 1975 | Sucesor: Richard Ratsimandrava |

- Datos: Q365387
- Multimedia: Gabriel Ramanantsoa / Q365387